# Rym anagramowy
Rym anagramowy – rym, w którym współbrzmią ze sobą te same głoski, ale w odmiennym porządku, na przykład kara - arka. Ten typ rymu nazywany jest też rymem przerzucanym.